# Supersvararna
Supersvararna var ett frågesportsprogram som gick i Sveriges Television 1987 – 1998. Konceptet skapades av Dan Glimne med hans dåvarande fru Ann-Gun Rittmalm som domare. Det spelades in på SVT i Norrköping. Programmet, som leddes av Lars-Gunnar Björklund, hade kändisar som gäster vilka tävlade mot varandra parvis. Ämnet för frågorna valdes slumpmässigt mellan nio kategorier vilka visades på en blinkande ljustavla. Producent för programmet var Sixten Svensson och deltagarna plockades fram av Lennart Andersson.
Deltagarna vann priser i tre kategorier beroende på hur många man slagit ut: Den första bestod en fjällvandring, den andra av resor inom Sverige och den tredje och högsta av resor i Norden, exempelvis en veckas kanotpaddling i Finland. I de två högre kategorierna valdes vinsterna genom en tavla med väderstreck som pekades ut av en blinkande pil. 